# Mattias Gregersson (Lillie)
Mattias Gregersson, död 1520, var en svensk präst, ämbetsman samt biskop av Strängnäs stift (1501–1520). 

## Biografi
Mattias Gregersson (Lillie) föddes som son till Gregers Matsson (Lillie). 
Han utnämndes till Biskop i Strängnäs 1501–1520 och tjänstgjorde vidare kansler hos riksföreståndare Sten Sture den yngre, från 1513 till dennes död i början av år 1520
Han var med bland dem som undertecknade riksdagsbeslutet om Stäkets rivning i Stockholm 23 november 1517.
Biskop Mattias Gregersson var den första som halshöggs under Stockholms blodbad.